# Nowaja Swobodka
Nowaja Swobodka (ros. Новая Свободка) – wieś w Rosji, w rejonie czerepowieckim obwodu wołogodzkiego. W 2021 r. liczyła 1 mieszkańca.